# Hedyotis cantoniensis
Hedyotis cantoniensis là một loài thực vật có hoa trong họ Thiến thảo. Loài này được F.C.How ex W.C.Ko mô tả khoa học đầu tiên năm 1995.